# Illeville-sur-Montfort
Illeville-sur-Montfort település Franciaországban, Eure megyében. Lakosainak száma 857 fő (2022. január 1.). Illeville-sur-Montfort Appeville-Annebault, Brestot, Écaquelon, Montfort-sur-Risle, Rougemontiers, Flancourt-Crescy-en-Roumois és Thénouville községekkel határos.

## Népesség
A település népességének változása:
| Lakosok száma | 372  | 526  | 680  | 774  | 877  | 880  | 874  | 867  | 861  | 857  |
|               | 1968 | 1982 | 1990 | 2006 | 2013 | 2015 | 2017 | 2019 | 2020 | 2022 |